# Plioreocepta
Genre
Plioreocepta est un genre d'insectes diptères de la famille des Tephritidae. 

## Liste des espèces
Selon BioLib (2 novembre 2019) :
- Plioreocepta poeciloptera (Schrank, 1776)